# Мартин ван Маэле
Мартин ван Маеле (фр. Martin van Maële; настоящее имя — Морис Франсуа Альфред Мартин ван Маеле; 12 октября 1863, Булонь-Бийанкур — 5 сентября 1926, Варенн-Жарси) — французский иллюстратор литературы начала XX века, наиболее известный своими работами к эротической литературе.

## Семья

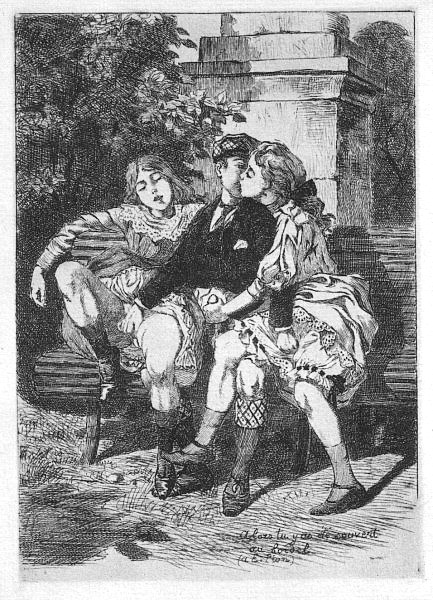
Мартин ван Маэле, иллюстрация к La Grande danse macabre des vifs, 1905

Его матерью была Виржиния Матильда Жанна Ван Маеле (фр. Virginie Mathilde Jeanne Van Maele), а отцом - Луи Альфред Мартин (фр. Louis Alfred Martin), сам гравер и позднее преподаватель школы изящных искусств в Женеве. Свой псевдоним Мартин ван Маеле взял, объединив среднее имя матери и фамилию отца. Также он иногда пользовался псевдонимом A. Van Troizem.
Он женился на Марии Франсуазе Жене (фр. Marie Françoise Genet), которая жила в Шантийи на момент его смерти. У них не было детей. У него был брат, Филибер Жене (фр. Philibert Genet), живший в Лионе.
Ван Маеле умер 5 сентября 1926 года и похоронен на кладбище в Варенн-Жарси.

## Жизнь и карьера

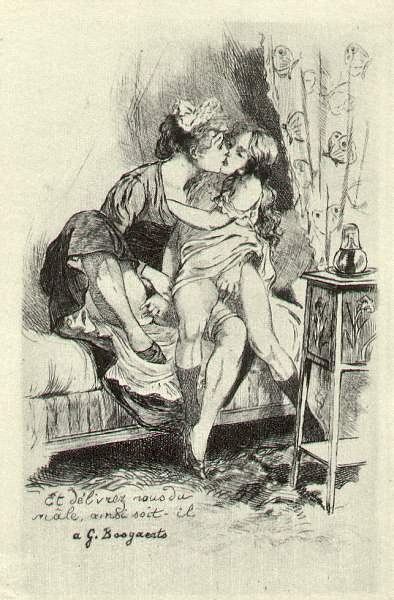
И избавь нас от мужчины, аминь. В оригинальном французском тексте используются омофонные слова mal (злой) и mâle (мужчина). Иллюстрация к La Grande Danse macabre des vifs

О жизни Мартина ван Маеле известно немного. Он работал в Брюсселе и в Париже. Наиболее известная его работа — иллюстрации к поэмам Поля Верлена — была опубликована небольшим тиражом издателем Чарльзом Каррингтоном.
Карьера Ван Маеле началась с иллюстраций к роману Герберта Уэллса Les Premiers Hommes dans la Lune (Первые люди на Луне), опубликованном Felix Juven в 1901. В том же году он рисовал иллюстрации к роману Анатоля Франса «Таис», опубликованному Чарльзом Каррингтоном. Позже Ван Маеле работал над иллюстрациями к французскому переводу серии рассказов о Шерлоке Холмсе.

## Библиография

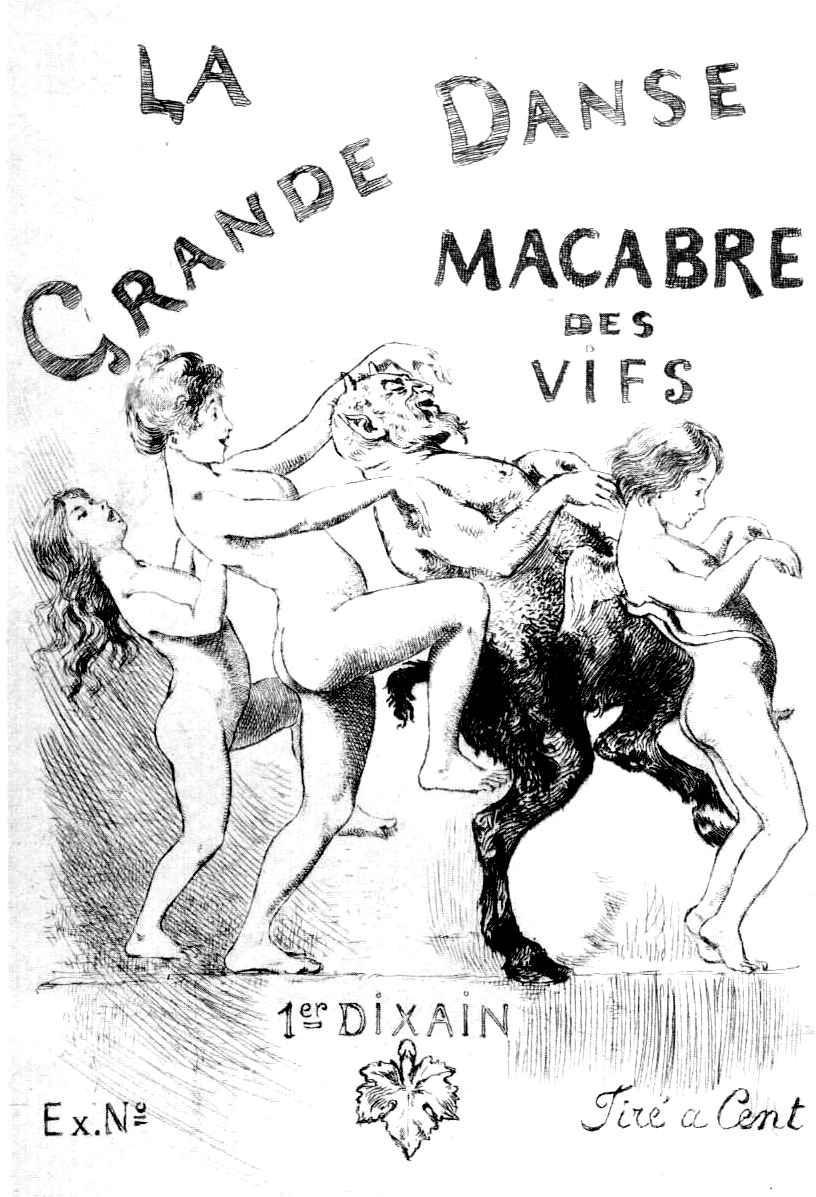
La Grande Danse macabre des vifs (1905)

### Сборник
- The Satyrical Drawings of Martin van Maële.

### Рисунки
- Анатоль Франс, Thaïs, Charles Carrington, Париж, 1901.
- Вильгельм Ренхард (в переводе Jean de Villiot), La flagellation des femmes en Allemagne, Charles Carrington, Париж, 1901. 20 рисунков.
- Маргарет Энсон (в переводе Jean de Villiot), Une société de flagellantes. Réminiscences et révélations d’une soubrette de grande maison…, Charles Carrington, Париж, 1902.
- Анатоль Франс (в переводе A. R. Allinson), The Well of Santa Clara (Le puits de Sainte Claire), Charles Carrington, Париж, 1903.
- Jean de Villiot, Dix-sept ans : étude sociale, Charles Carrington, Париж, 1905. Рисунки.
- Апулей (в переводе Jean de Montlyard), L'Âne d'or, Charles Carrington, Париж, 1905. 21 гравюра. Новая редакция от Jean de Bonnot, Париж, 1991.
- Поль Верлен, La Trilogie érotique : Amies, Femmes, Hombres, Charles Carrington, Bruxelles, 1907. 15 рисунков.
- Aimé Van Rod, Nos Belles flagellantes, Париж, 1907. 10 рисунков.
- Пьер Амбруаз де Лакло, Les Liaisons dangereuses, Jules Chevrel, Париж, 1908. 20 рисунков.
- Жюль Мишле, La Sorcière, Jules Chevrel, Париж, 1911. New edition by Jean de Bonnot, 1987.
- Эдгар Алан По (в переводе Шарля Бодлера, Dix contes, Librairie Dorbon-Ainé, Париж, 1912. 95 гравюр авторства Eugène Dété.
- Дени Дидро, La Religieuse, Jules Chevrel, Париж, 1916.
- Sadinet, Petites cousines : souvenirs érotiques d’un homme de qualité touchant les jolies petites cousines… les bonnes à tout faire… les femmes du monde et les belles filles de province, À la folie du jour (Jean Fort), 1919. Автором рисунков указан Ван Маеле.
- Claude de Saint-Hieble, L’Instrument des apothécaires, Jean Fort, coll. «Les Amis du bon vieux temps», Париж, 1920.
- Эдмон Арокур, La Légende des sexes, Au Clos Bruneau, Париж, 1921. 12 гравюр.
- Бероальд де Вервиль, Le Moyen de parvenir, Jean Fort, Париж, 1921. 18 цветных рисунков и 65 маленьких рисунков.
- Pierre Fély, Les Princesses de Cythère, chronique libertine de l’histoire., Jean Fort, coll. «Les Amis du bon vieux temps», Париж, 1922.
- Шарль Сорель, L’Histoire comique de Francion. En laquelle sont découvertes les plus subtiles finesses et trompeuses inventions tant des hommes que des femmes de toutes sortes de conditions et d’âges., Jean Fort, Париж, 1925. 17 рисунков и 16 композиций.
- Pierre de Jusange, La Comtesse au fouet, Jean Fort, Париж, 1926. 7 рисунков.
- Доктор Gastien Fowler, Maison des flagellations, Jean Fort, Collection des Orties Blanches, Париж, 1926.
- Пьетро Аретино, Dialogues, Jean Fort, 1927. 66 рисунков и 10 рисунков. Ван Маеле умер, не закончив работу, поэтому некоторые рисунки авторства Luc Lafnet.
- Овидий, Les amours ; L’art d’aimer ; Les Héroïdes ; Les remèdes d’amour ; Les cosmétiques, Jean de Bonnot, Париж, 2000.
- Конан Дойль, Aventures Extraordinaires, 15 рисунков, Librairie Félix Juven, Париж, 1902.

### Прочее
- Martin Van Maele, La Grande Danse macabre des vifs, Charles Carrington, 1905. 40 рисунков. Новая редакция от Déesse, Nanterre, 1980.
- Martin Van Maele, The satyrical drawings of Martin van Maele, Cythera Press, Нью-Йорк, 1970.